# Institut d'État russe des arts de la scène

L'Institut d'État russe des arts de la scène (en russe : Российский государственный институт сценических искусств) est un institut d'art dramatique situé à Saint-Pétersbourg en Russie. Il fut fondé en 1779, sous le nom d'École de théâtre de Saint-Pétersbourg. Il est situé dans la rue Mokhovaïa à Saint-Pétersbourg.

## Histoire
Fondé en 1779 sur les bases de l'école de ballet qui est aujourd'hui l'Académie de ballet Vaganova, c'est la plus ancienne école de théâtre de Russie[réf. incomplète].
Il fusionne en 1918 avec les Cours d'art dramatique fondés en 1888 et prend le nom d'École d'acteurs (Школа актерского Мастерства) et en 1922 devient l'Institut des arts scéniques, après sa fusion avec d'autres cours d'art dramatique ou de danse, puis le Technicum des arts scéniques en 1926.
En 1936, le Technicum devient académie de théâtre centrale dont le poste de directeur est assuré par Boris Souchkevitch, et en 1939 prend le nom d'Institut de théâtre de Léningrad (ou aussi Institut Ostrovski, après la Seconde Guerre mondiale).
Il prend son nom actuel en 2014.
À partir du 27 mars 2004 et pendant deux semaines, l'Institut a célébré son 225e anniversaire au Théâtre Alexandra.

## Professeurs
- Vsevolod Meyerhold (1918-1919)
- Léonid Vivien (1918-1962)
- Leonid Trauberg (1926-1932)
- Vassili Merkouriev (1934-1978)
- Lev Dodine (1944)
- Vladimir Tchestnokov (1949-1953)
- Igor Gorbatchev (1958-1991)
- Gueorgui Tovstonogov (1958-1989)

## Facultés
- faculté d'art dramatique et de mise en scène
- faculté de direction théâtrale
- faculté de scénographie et de technique théâtrale
- faculté de théâtre de Marionnettes

## Anciens élèves
- Victor Aristov
- Elizaveta Boïarskaïa
- Mikhaïl Boïarski
- Nikolaï Fomenko
- Alissa Freindlich
- Viktor Eisymont (1904-1964)
- Iouri Galtsev
- Nikola Hejko
- Constantin Khabenski
- Leonid Kmit
- Anna Kovaltchouk
- Danila Kozlovski
- Daria Leonova
- Dmitri Naguiev
- Ivan Ourgant
- Igor Rasteriaev
- Elena Safonova
- Evgueni Sidikhine
- Ioulia Slonimskaïa Sazonova
- Nikolaï Tcherkassov (1903-1966)
- Rostislav Zakharov
- Iouri Touzov
- Evelina Blodans
- Seidi Haarla